# David Hildyard
David Sidney Hildyard (* Mai 1916 in London, Vereinigtes Königreich; † 19. Februar 2008 in Tschechien) war ein britischer Tontechniker und zweifacher Oscar-Preisträger.

## Leben
Der jüngere Bruder des Kameramanns Jack Hildyard erhielt noch vor dem Zweiten Weltkrieg seine Ausbildung und heiratete 1939 seine erste Frau Eileen, ehe er während des Krieges eingezogen wurde. Gleich bei Kriegsende 1945 fand er Anschluss an die britische Filmindustrie und wurde von den Denham Studious als Tonassistent eingestellt. In dieser Funktion war Hildyard zumeist ungenannt an bekannten Unterhaltungsfilmen wie Irrtum im Jenseits (1946), Der kupferne Berg (1946), Zwielicht (1947), Adam und Evelyne (1949), Die Schatzinsel (1950) und Das geteilte Herz (1954) beteiligt.
Mitte der 1950er Jahre begann Hildyard eigenständig als Tontechniker zu arbeiten und wurde seit Ende desselben Jahrzehnts auch zu aufwendigen Hollywoodproduktionen herangeholt, die jedoch fast ausschließlich an europäischen Schauplätzen gedreht wurden, wie etwa Salomon und die Königin von Saba, 55 Tage in Peking, Der Untergang des Römischen Reiches, Circus-Welt und Die letzte Schlacht in Spanien und anschließend Der Widerspenstigen Zähmung, Doktor Faustus, Barbarella, Buona Sera, Mrs. Campbell, Ein Hauch von Sinnlichkeit und Das Geheimnis von Santa Vittoria in Italien.
Für zwei seiner Arbeiten zu Beginn der 1970er Jahre, der in Jugoslawien (heutiges Kroatien) entstandenen Musical-Adaption Anatevka und dem von Bob Fosse in München in Szene gesetzten Zeitbild Cabaret, erhielt David Hildyard jeweils einen Oscar für den besten Ton. In späteren Jahren arbeitete er zumeist an unambitionierten und künstlerisch kaum bemerkenswerten Mainstreamfilmen mit, die diesmal großenteils in den USA entstanden.
Bei einigen seiner Filme traf der Tontechniker Hildyard auch auf seinen Bruder Jack, der dort die Kameraleitung hatte. Nach dem Ende seiner Karriere ließ sich David Hildyard mit seiner dritten Ehefrau Maria in der Tschechischen Republik nieder. Er war auf die Benutzung eines Rollstuhls angewiesen.

## Filmografie
als Cheftontechniker oder Tonmischer
- 1956: Bermuda Affair
- 1957: Bonjour Tristesse
- 1959: Salomon und die Königin von Saba (Solomon and Sheba)
- 1959: Der endlose Horizont (The Sundowners)
- 1961: Der Löwe von Sparta (The 300 Spartans)
- 1961: Platz nehmen zum Sterben (The Hellions)
- 1962: Patricia und der Löwe (The Lion)
- 1962: 55 Tage in Peking (55 Days at Peking)
- 1963: Der Untergang des Römischen Reiches (The Fall of the Roman Empire)
- 1964: Circus-Welt (Circus World)
- 1964: Ein Riß in der Welt (Crack in the World)
- 1965: Judith
- 1965: Die letzte Schlacht (Battle of the Bulge)
- 1966: Venedig sehen - und erben... (The Honey Pot)
- 1966: Der Widerspenstigen Zähmung (The Taming of the Shrew)
- 1967: Doktor Faustus (Doctor Faustus)
- 1967: Barbarella
- 1968: Buona Sera, Mrs. Campbell
- 1968: Ein Hauch von Sinnlichkeit (The Appointment)
- 1969: Das Geheimnis von Santa Vittoria (The Secret of Santa Vittoria)
- 1970: Das Wespennest (Hornet‘s Nest)
- 1970: Die Ratten von Amsterdam (Puppet on a Chain)
- 1971: Anatevka
- 1971: Cabaret
- 1972: Jesus Christ Superstar
- 1972: Der Mann von La Mancha (Man of La Mancha)
- 1974: Die Weltumsegelung (The Dove)
- 1976: Der Weg allen Fleisches (The Sailor Who Fell from Grace with the Sea)
- 1976: Der nächste Mann (The Next Man)
- 1976: Mohammed – Der Gesandte Gottes (Al-Risalah / The Message)
- 1977: Die Insel des Dr. Moreau (The Island of Dr. Moreau)
- 1977: Fedora
- 1977: Die Wildgänse kommen (The Wild Geese)
- 1977: Die Schlemmer-Orgie (Who Is Killing the Great Chefs of Europe?)
- 1978: Steiner – Das Eiserne Kreuz, 2. Teil
- 1978: Ashanti
- 1979: Sprengkommando Atlantik (North Sea Hijack)
- 1979: Die Seewölfe kommen (See Wolves)
- 1980: Inchon!
- 1981: Eine irre Safari (Safari 3000)
- 1982: The Pirates of Penzance
- 1982: Yentl
- 1983: Sein größter Sieg (Champions)
- 1983: Der Feuerteufel (Firestarter)
- 1984: Ozeanische Gefühle (Turtle Diary)
- 1984: Merlin und das Schwert (Arthur the King) (Fernsehen)
- 1985: Marie – Eine wahre Geschichte (Marie)
- 1985: Der City Hai (Raw Deal)
- 1986: Gunbus (Sky Bandits)
- 1987: Hamburger Hill
- 1988: Ein schicksalhafter Sommer (A Summer Story)
- 1988: Genie und Schnauze (Without a Clue)
- 1989: Trafik (Fernsehen)
- 1992: ...und griffen nach den Sternen (To Be the Best) (Fernsehen)